# Liste alter tibetischer Gesetzeskodizes
Dies ist eine Liste alter tibetischer Gesetzeskodizes (tib. khrims  yig). Aufgenommen wurden auch einige Klostervorschriften (tib. bca' yig), z. B. aus dem Gelug-Kloster Ganden und dem Nyingma-Kloster Mindrölling.
Einige der Kodizes sollen bis auf die Zeit des 33. tibetischen Königs Songtsen Gampo (tib. srong btsan sgan po) im 7. Jahrhundert zurückgehen, der zugleich spirituelles und weltliches Oberhaupt Tibets war.

## Übersicht
Die Angaben erfolgen auf Tibetisch in der Umschrift nach Wylie und auf Chinesisch in Pinyin-Schreibung mit Kurzzeichen.

### Tibetische Monarchie
- khrims yig zhal lce nyi shu tham pa; Falü ershi tiao《法律二十条》web
- lha chos dge ba bcu; Shenjiao shi shan fa《神教十善法》"Zehn heilsame göttliche Dharmas"
- mi chos gtsang ma bcu drug; Renjiao shiliu jingfa《人教十六净法》 Sechzehn Gesetze des Songtsen Gampo, siehe Sechzehn Gesetze (Songtsen Gampo) web ("Sechzehn reine menschliche Dharmas")

### Mongolen-Zeit
- yon rgyal rabs  kyi khrims srol; Yuanchao fadian《元朝法典》
- sog po'i khrims lugs; Mengguzu de fadian《蒙古族的法典》

### Ming-Zeit
- khrims  yig zhal lce bcu lnag; Shiwu fadian 《十五法典》 bzw. zhal lce bco lnga  Fünfzehn Gesetze
- khrims yig zhal lce bcu gsum; Shisan fadian 《十三法典》 bzw. zhal lce bcu gsum; Dreizehn Gesetze, zur Zeit der 5. Dalai Lama verfasst
- khrims yig zhal lce bcu drug; Shiliu fa dian 《十六法 典》 bzw. zhal lce bcu drug, Sechzehn Gesetze (bzw. der sogenannte 16 Artikel Kodex), vom Anfang des 17. Jahrhunderts aus der Zeit der Tsangpa-Dynastie, siehe Sechzehn Gesetze (17. Jahrhundert) Photo
- khrims yig zhal lce bcu gnyis 《十二法典》 bzw. zhal lce bcu gnyis Zwölf Gesetze
- blang dor gsal bar ston pa'i drang thig dwangs shel me long; Zhengzhi ming jingjian 《正直明镜鉴》 bzw. khrims yig dwangs shel me long ཁྲིམས་ཡིག་དྭངས་ཤེལ་མེ་ལོང༌; Desi Sanggye Gyatsho (sde srid sangs rgyas rgya mtsho, 1681)
- sog po'i khrims lug drug cu; Menggu falü liushi tiao 《蒙古法律六十条》
- dga' ldan dgon  gyi dge 'dun rnams lha ldan smon lam chen mor tshogs zhugs skor gyi bca' yig; Gandan si de senglü canjia Lasa Daqiyuan fahui zhi falü 《甘丹寺的僧侣参加拉萨大祈愿法会之法律》 (Ganden, Lhasa, Mönlam Chenmo)
- ri klung rtsa tshig; Shanyu gongtong wengan 《山谷共同文纲》 "Mountain Valley Edict" (1642)
- smin grol gling gi bca' yig; Minzhulin si fagui 《敏珠林寺法规》 (Mindröl-Ling)

### Nachschlagewerke
- Zang-Han da cidian. 1985
- Zangzu da cidian. Lanzhou 2003